# USS Philippine Sea (CG-58)
O USS Philippine Sea é um cruzador de mísseis guiados da Classe Ticonderoga a serviço da Marinha dos Estados Unidos. Seu nome é dado em homenagem a Batalha do Mar das Filipinas, travada durante a Segunda Guerra Mundial.
No serviço ativo desde março de 1989, participou da intervenção militar na Iugoslávia em 1999 e ainda foi enviado ao oriente médio várias vezes como parte da Operação Liberdade Duradoura. Em 2014, participou de uma ação militar na Síria e no Iraque.